# گو نیشیدا
گو نیشیدا (انگلیسی: Go Nishida؛ زادهٔ ۱۴ سپتامبر ۱۹۸۶) بازیکن فوتبال اهل ژاپن است.
از باشگاه‌هایی که در آن بازی کرده‌است می‌توان به باشگاه فوتبال یوکوهاما و باشگاه فوتبال آویسپا فوکوئوکا اشاره کرد.